# Adhir Kalyan
Adhir Kalyan (* 4. August 1983 in Durban, Südafrika) ist ein südafrikanischer Schauspieler.

## Leben
Adhir Kalyan wurde als Sohn der Parlamentsabgeordneten Sandy Kalyan in Durban, Südafrika geboren. Kalyan gehört zur indischen Minderheit, die im 19. Jahrhundert nach Südafrika auswanderte. Er hatte schon als Kind den Wunsch Schauspieler zu werden. Nachdem er am Crawford College in Durban graduierte, spielte Kalyan in einigen südafrikanischen Produktionen und Theateraufführungen mit, bevor er 2005 nach London ging, um seine Filmkarriere zu forcieren. Er wurde nach jeweils einer Folge in Holby City und Spooks – Im Visier des MI5 für die Hauptrolle der US-amerikanischen Sitcom Aliens in America engagiert. Zwar wurde die Serie wieder eingestellt, aber nach einigen kleinen Filmrollen in Der Kaufhaus Cop, Fired Up! und Up in the Air, spielte Kalyan von 2009 bis 2013 in der Sitcom Rules of Engagement mit. Im Mai 2022 wurde bekannt, dass die Serie United States of Al von CBS nach der zweiten Staffel eingestellt wird.
Adhir Kalyan ist Sportfan, u. a. Tennis, und nahm 2005 zum ersten Mal an einem Marathonlauf teil. Er lief die Strecke in 3:24:32 h. Kalyan verlobte sich im März 2015 mit der Schauspielerin Emily Wilson (General Hospital). Am 1. Oktober 2016 heiratete das Paar in Palm Springs, Kalifornien. Am 23. März 2021 wurden sie Eltern einer Tochter.

## Filmografie (Auswahl)
- 2006: Holby City (Fernsehserie, 1 Episode)
- 2006: Spooks – Im Visier des MI5 (Spooks) (Fernsehserie, 1 Episode)
- 2007–2008: Aliens in America (Fernsehserie)
- 2009: Der Kaufhaus Cop (Paul Blart: Mall Cop)
- 2009: Fired Up!
- 2009: Nip/Tuck – Schönheit hat ihren Preis (Nip/Tuck) (Fernsehserie, 3 Episoden)
- 2009: Up in the Air
- 2009: Youth in Revolt
- 2009–2013: Rules of Engagement (Fernsehserie, 70 Episoden)
- 2011: Freundschaft Plus (No Strings Attached)
- 2015: Der Kaufhaus Cop 2
- 2020: Brave Mädchen tun das nicht (A Nice Girl Like You)
- 2020: Die Goldbergs (Fernsehserie, 1 Episode)
- 2021–2022: United States of Al (Fernsehserie, 35 Episoden)
- 2022: A Little White Lie
- 2023: Noch nicht ganz tot (Not Dead Yet, Fernsehserie, 1 Episode)